# Vincent Maitre
Vincent Maitre, né le 12 janvier 1981 à Genève (originaire du même lieu), est une personnalité politique suisse, membre du Centre. 
Il est député du canton de Genève au Conseil national depuis 2019.

## Biographie

### Origines et entourage
Vincent Maitre naît le 12 janvier 1981 à Genève. Il est originaire de cette même ville.
Benjamin d'une fratrie de trois enfants, il est le fils du conseiller d'État genevois et conseiller national démocrate-chrétien Jean-Philippe Maitre et le petit-fils du conseiller national Yves Maitre, également démocrate-chrétien. Sa mère, née Christine Lucienne Mégevand, membre du même parti, est conseillère administrative (exécutif) de la commune de Collonge-Bellerive, dans le canton de Genève, de 2003 à 2013.   
Le joueur de hockey sur glace Flavien Conne et le mannequin Émilie Boiron comptent parmi ses proches lors de sa jeunesse.   

### Études et parcours professionnel
Il fait des études de droit aux universités de Zurich (bachelor en 2007) et de Genève (master en 2008), au cours desquelles il fait des remplacements dans des écoles primaires.
Après avoir obtenu son brevet d'avocat en 2011, il travaille au sein d'une étude renommée. Il la quitte après un burn-out en 2013, pour rejoindre en 2014 une autre étude d'avocats de Genève, dont il est associé.

## Parcours politique
Vincent Maitre déclare en 2007 avoir rejoint le Parti démocrate-chrétien« par des amis, toutes tendances confondues, et sans hésitation » et avoir bénéficié du soutien de Pierre-François Unger et Carlo Lamprecht. Il est élu au comité directeur du parti genevois en 2004.
Il siège au Conseil municipal (législatif) de la ville de Genève de 2007 (deuxième mieux élu de son parti) à 2009, puis au Grand Conseil du canton de Genève du 5 novembre 2009 au 6 novembre 2019. Seul candidat à la succession de Bertrand Buchs, il préside le Parti démocrate-chrétien de Genève du 4 octobre 2018 au 7 juillet 2020.
En octobre 2019, il est élu au Conseil national. Il siège au sein de la Commission des affaires juridiques.
Il annonce en mars 2023 être candidat au Conseil des États en octobre 2023. Il est réélu à la chambre basse, mais échoue à la chambre haute en terminant en sixième position des candidats au premier tour.
Il devient en février 2024 l'un des trois vice-présidents du Centre,.

### Positionnement politique
Représentant de la tendance sociale du PDC genevois, progressiste (il s'engage notamment pour le mariage pour tous) et défendant la réduction des inégalités, tout en se situant à la droite de son parti sur les questions fiscales et économiques, il se réclame « de l'extrême-centre ».
Il remet sur le tapis l’adhésion de la Suisse à l’Europe le jour de son élection au Conseil national. Il est vice-président du Nomes depuis octobre 2020.

## Autres mandats
Vincent Maitre exerce par ailleurs différents mandants à titre bénévole en tant que membre du Conseil de la Fondation Unviversitaire pour le Logement Etudiant (FULE), Vice-président du Mouvement européen suisse (MES), membre du Comité du FC Saint-Paul, parrain de la Oman-Switzerland Friendship Association (OSFA), membre du Conseil consultatif de Swiss Medical Network.